# Eva Figes
Eva Figes, geboren Unger (Berlijn, 15 april 1932 – Groot-Londen, 28 augustus 2012) was een Engels schrijfster van Duits-Joodse komaf. Veel van haar werk heeft een feministische inslag.

## Leven en werk
Figes (toen nog Eva Unger) emigreerde in 1939 met haar familie vanuit nazi-Duitsland naar Londen. Ze studeerde aan het Queen Mary College en werkte een tijd lang voor diverse uitgeverijen, alvorens ook zelf definitief voor het schrijverschap te kiezen.
Figes schreef doorgaans korte romans, die soms aan het werk van Franz Kafka en Virginia Woolf doen denken, met veel psychologisch inzicht, vaak gebruik makend van de stream of consciousness-techniek. Ook schreef ze veel literaire- en sociaal-feministische kritieken, waarvan het polemische Patriarchal Attitudes (1970) het meest bekend is. In 1967 won ze de Guardian Fiction Prize voor haar roman Winter Journey. In haar roman Light (1983) beschreef ze een dag uit het leven van de impressionistische kunstschilder Claude Monet. Veel waardering kreeg ze voor haar op latere leeftijd geschreven memoires, waarin ze onder andere ingaat op de internering van haar vader in een concentratiekamp en haar jeugd als Joods vluchtelinge.
Figes ontwikkelde zich tot een voorvechtster van de vrouwenbeweging. In de jaren 1960 maakte ze deel uit van een informele groep experimentele, vooral door Rayner Heppenstall beïnvloedde schrijvers, onder wie Stefan Themerson en B.S. Johnson. Van 1954 tot 1962 was ze getrouwd met John George Figes, met wie ze twee kinderen kreeg: schrijfster Kate Figes en historicus Orlando Figes. In 2012 overleed ze, 80 jaar oud.